# پیتر فارلی
پیتر فارلی (انگلیسی: Peter Farrelly؛ زادهٔ ۱۷ دسامبر ۱۹۵۶) کارگردان، فیلمنامه نویس، تهیه‌کننده و رمان نویس آمریکایی. او همراه با برادرش بابی فارلی، بیشتر به خاطر کارگردانی و تولید فیلم‌های کمدی عجیب و غریب و کمدی عاشقانه مانند خنگ و خنگ‌تر معروف هستند. فارلی به تنهایی در سال ۲۰۱۸ در نویسندگی و کارگردانی کمدی-درام کتاب سبز که برنده جایزه تماشاگران در جشنواره بین المللی فیلم تورنتو در سال ۲۰۱۸ شد، همکاری کرد. او برای کارش در این فیلم، جایزه گلدن گلوب بهترین فیلمنامه و اسکار بهترین فیلم و بهترین فیلمنامه اورجینال را نیز از آن خود کرد.

## فیلم‌شناسی
| سال  | عنوان                              | کارگردان فیلم | فیلم‌نامه‌نویس | تهیه‌کننده فیلم | توضیحات |
| ---- | ---------------------------------- | ------------- | ------------ | -------------- | --- |
| ۱۹۹۴ | خنگ و خنگ‌تر                        | آری           | آری          | نه             | |
| ۱۹۹۶ | سردسته                             | آری           | نه           | نه             | |
| ۱۹۹۸ | مری یه جوریه                       | آری           | آری          | آری            | |
| ۱۹۹۹ | خارج از مشیت الهی                  | نه            | آری          | آری            | |
| ۲۰۰۰ | من، خودم و آیرین                   | آری           | آری          | آری            | |
| ۲۰۰۱ | سلول قهرمان                        | آری           | نه           | آری            | |
| ۲۰۰۱ | هال ظاهربین                        | آری           | آری          | آری            | |
| ۲۰۰۳ | وابسته به تو                       | آری           | آری          | آری            | |
| ۲۰۰۵ | تب هیجانی شدید                     | آری           | نه           | نه             | |
| ۲۰۰۵ | رینگر                              | نه            | نه           | آری            | |
| ۲۰۰۷ | کودک دل‌شکسته                       | آری           | آری          | نه             | |
| ۲۰۱۱ | مجوز موقت                          | آری           | آری          | آری            | |
| ۲۰۱۲ | سه کله‌پوک                          | آری           | آری          | آری            | |
| ۲۰۱۳ | فیلم ۴۳                            | آری           | نه           | آری            | جایزه تمشک طلایی بدترین فیلم |
| ۲۰۱۴ | خنگ و خنگ‌تر ۲                      | آری           | آری          | آری            | |
| ۲۰۱۵ | حرف بد نزن                         | آری           | نه           | نه             | فیلم کوتاه |
| ۲۰۱۸ | کتاب سبز                           | آری           | آری          | آری            | جایزه اسکار بهترین فیلم جایزه اسکار بهترین فیلم‌نامه غیراقتباسی جایزه گلدن گلوب بهترین فیلم – موزیکال یا کمدی جایزه گلدن گلوب بهترین فیلم‌نامه نامزد—جایزه بفتای بهترین فیلم نامزد—جایزه بفتای بهترین فیلم‌نامه اصلی نامزد—جایزه گلدن گلوب بهترین کارگردانی نامزد—جایزه تمشک طلایی نجات‌یافته |
| ۲۰۲۲ | بزرگترین سفر تمام زمان‌ها برای آبجو | آری           | آری          | آری            | |
| ۲۰۲۴ | ریکی استانیکی                      | آری           | آری          | نه             | |